# 和知町
和知町（わちちょう）は、かつて京都府にあった町。船井郡に属した。
2005年10月11日、近隣2町と合併して京丹波町となり消滅した。

## 地理
町のほとんどが山林で、由良川が上和知川、高屋川と合流して町内を東西に貫流している。
- 山: 長老ヶ岳、三峠山
- 河川: 由良川、上和知川、高屋川

## 歴史
- 1955年（昭和30年）4月1日 - 上和知村・下和知村が合併して発足。
- 2005年（平成17年）10月11日 - 丹波町・瑞穂町と合併して京丹波町が発足。同日和知町廃止。

## 交通

### 鉄道
西日本旅客鉄道
- 山陰本線: 和知駅 - 安栖里駅 - 立木駅

### 道路

#### 一般国道
- 国道27号

## 教育

### 中学校
- 和知町立和知中学校

### 小学校
- 和知町立和知小学校
2001年（平成13年）4月に、和知町立和知第一小学校・和知町立和知第二小学校・和知町立和知第三小学校が統合して開校。

## 企業
- 京都北都信用金庫和知支店

## 名所・旧跡・観光スポット・催事・祭事
- ウッディパルわち